# Pkgsrc
pkgsrc는 유닉스 계열 운영 체제에서 쓸 수 있는 패키지 관리 시스템이다.  NetBSD와 드래곤플라이 BSD의 공식 패키지 관리 시스템으로 채용되었다.

## 역사
pkgsrc는 1997년에 FreeBSD 포트 컬렉션을 NetBSD에 적합하도록 만들면서 탄생하였다.  그 뒤로 독자적인 길을 걸어왔으며, 1999년에 솔라리스를 지원하기 시작한 이래 많은 운영 체제에 대한 지원이 추가되었다.

## 상세 설명
pkgsrc는 두 가지 방식으로 쓸 수 있다. 첫 번째 방식은 바이너리 패키지만 이용하는 것으로써, 간단한 명령으로 설치 및 삭제를 할 수 있다. 두 번째 방식은 소스로부터 직접 패키지를 만드는 것인데, 이 경우 사용자가 옵션을 명시함으로써 패키지의 특정 기능을 켜거나 끄는 것이 가능하다. 모든 운영 체제에서 기본적으로 패키지는 /usr/pkg에 설치되나, 소스로부터 패키지를 만들 때에는 사용자가 직접 원하는 위치를 지정할 수 있다. 이 방법을 쓰면 패키지 시스템이 변변치 못한 환경에서 pkgsrc를 추가 패키지 시스템으로 쓸 수도 있다.
pkgsrc에는 현재 8000개 이상의 패키지가 있으며, 아파치 웹 서버, 파이어폭스 웹 브라우저, 그놈 및 KDE 데스크톱 환경 등, 대부분의 널리 쓰이는 오픈 소스 소프트웨어를 패키지로 제공한다.
pkgsrc는 다음의 운영 체제에서 동작한다.
- AIX
- BSD/OS
- 다윈 (OS X)
- 드래곤플라이 BSD
- FreeBSD
- 리눅스
- HP-UX
- IRIX
- 마이크로소프트 윈도우, Interix 기반
- NetBSD
- OpenBSD
- SCO OpenServer
- QNX
- 솔라리스
- 썬오에스
- Tru64 UNIX (디지털 유닉스, OSF/1)
- 유닉스웨어